# Cot Kuthang
Cot Kuthang is een bestuurslaag in het regentschap Pidie van de provincie Atjeh, Indonesië. Cot Kuthang telt 601 inwoners (volkstelling 2010).